# Aeroporto Internacional de Fortaleza
De Luchthaven Pinto Martins – Fortaleza International is de luchthaven van Fortaleza, Brazilië. Hij is vernoemd naar Euclides Pinto Martins (1892–1924) een vliegenier geboren te Ceará, die in 1922 een van de pioniers was van de luchtverbinding tussen New York en Rio de Janeiro.
In 2012 was de luchthaven 8e in termen van afgehandelde vracht in Brazilië, waarmee het een van de drukste luchthavens van het land is. Hij wordt uitgebaat door Infraero.
Sommige van zijn faciliteiten deelt de luchthaven met de Luchtmachtbasis Fortaleza van de Braziliaanse luchtmacht.

## Historie
De luchthaven heeft zijn oorsprong in een landingsbaan die in de jaren 30 van de twintigste eeuw gebouwd werd en door de Ceará Flying School gebruikt werd tot 2000.
Tijdens de Tweede Wereldoorlog was de luchthaven een belangrijke basis voor de geallieerden en hun operaties op het zuidelijke deel van de Atlantische Oceaan.
Op 13 mei 1952 werd de oorspronkelijke naam Cocorote Airport veranderd naar de huidige naam. In 1966 werden een passagiersterminal en platform gebouwd die tegenwoordig in gebruik zijn voor de kleine luchtvaart. In februari 1998 werd een nieuwe passagiersterminal in gebruik genomen voor lijndiensten.
Op 31 augustus 2009 onthulde Infraero een investeringsplan van BRL525 miljoen (USD276,6 miljoen; EUR193,8 miljoen) voor het verbeteren van de luchthaven met het oog op het Wereldkampioenschap voetbal 2014 dat gehouden wordt in Brazilië en waarbij Fortaleza een van de speelsteden is. De investeringen werden verdeeld over het renoveren en vergroten van de passagiersterminal, het platform en de parkeerplaatsen en waren gepland om afgerond te worden in november 2013.
Sinds 7 januari 1974 is de luchthaven onder beheer van Infraero en in 1997 kreeg de luchthaven zijn internationale kwalificatie.

## Ongelukken en incidenten
- 8 juni 1982: een Boeing 727–212 van VASP met registratie PP-SRK die vlucht 168 van Internationale Luchthaven Antônio Carlos Jobim naar Fortaleza uitvoerde, botste op een berg bij het landen op Fortaleza. De kapitein daalde beneden de minimale dalingshoogte. Alle 137 inzittenden kwamen hierbij om het leven.[3][4]

## Bereikbaarheid
De luchthaven bevindt zich 6 kilometer ten zuiden van het centrum van Fortaleza.